# Thyris fenestrella
Thyris fenestrella е вид пеперуда от семейство Thyrididae. Среща се в по-голямата част от Европа (без северните страни), включително и в България. Това е единственият вид от Thyrididae (наброяващо около 1000 вида) срещащ се в Европа, тъй като повечето видове от семейството са тропични или субтропични.

## Разпространение и местообитание
Среща се в Европа без Британските острови и Скандинавия. Намиран е също на много места в Русия, както и в Корея и Турция.
Среща се из добре огрявани гъсти поляни, сечища, из проредените покрайнини на горите. Разпространена е само на места където виреят растенията с които се храни гъсеницата – най-вече Clematis vitalba (Обикновен повет), но също и представители на род Pulsatilla (Котенце).